# Hermann-Josef Neuhaus
Hermann-Josef Neuhaus (* 7. April 1920 in Münster; † 12. Februar 1991) war ein deutscher Politiker und Landtagsabgeordneter (CDU).

## Leben und Beruf
Nach dem Besuch der Volksschule und des Realgymnasiums absolvierte er eine Lehre bei einer Sachversicherung. Nach dem Kriegsdienst und Gefangenschaft arbeitete er bei einer gesetzlichen Rentenversicherung. Nach der Ausbildung für den gehobenen Dienst war er als Beamter tätig.
Mitglied der CDU wurde Neuhaus 1945. Er war in zahlreichen Gremien der Partei vertreten. Daneben engagierte er sich in berufsständischen Organisationen. 

## Abgeordneter
Vom 21. Juli 1958 bis 27. Mai 1975 war Neuhaus Mitglied des Landtags des Landes Nordrhein-Westfalen. Er wurde jeweils in den Wahlkreisen 088 Münster-Stadt bzw. 090 Münster-Stadt I direkt gewählt. Von 1948 bis 1964 war er Mitglied im Stadtrat der Stadt Münster.